# 双灤区
双灤区（そうらん-く）は中華人民共和国河北省承徳市に位置する市轄区。

## 行政区画
- 街道:元宝山街道、鋼城街道、秀水街道
- 鎮:双塔山鎮、灤河鎮、大廟鎮、偏橋子鎮、陳柵子鎮
- 民族郷:西地満族郷